# 세네갈 축구 연맹
세네갈 축구 연맹(프랑스어: Fédération Sénégalaise de Football, FSF)은 세네갈의 축구 협회이다. 세네갈의 수도인 다카르에 본부를 두고 있으며 1960년에 설립되었다. FSF는 세네갈의 축구 발전에 도움을 주었으며, 특히 프로 및 아마추어 리그, 유소년 및 여성 축구, 아카데미를 위해 도움을 주었다. 현재 FSF는 세네갈 프로 축구 리그(프랑스어: Ligue Sénégalaise de Football Professionnel, LSFP)이 운영하는 프로 리그를 감독하며 국가대표팀, 유소년, 여성 및 아마추어 축구 및 모든 축구 행정을 완전히 조직한다.

## 구조
총회는 세네갈의 축구를 관리하고 관리할 23명의 집행위원회를 선출한다. 집행 아래 FSF는 비상 위원회와 다양한 독립적인 위원회를 가지고 있다. 정치인인 오거스틴 상고르는 FSF의 회장이고 다음 단계의 고위직에 있다. 전 프로 선수인 빅토르 시세는 FSF의 현재 사무총장이다. 여기서부터 FSF는 두 개의 별개의 운영 영역으로 나뉜다. 연방 행정부는 중재, 마케팅, 법률, 재무 및 물류 부서를 포함하여 FSF 활동의 행정적 요소를 다룬다. 국가 기술 부서(DTN)는 경영, 훈련, 유소년, 엘리트, 국가 및 여성 축구 부서에 관한 FSF의 축구 측면에 중점을 둔다.

### 선거 과정
집행부는 총회에서 선출된 대통령과 6명의 부총재로 선출된 부총재로 특정 직책(LSFP 또는 LFA 아마추어 리그의 회장)을 맡고 있기 때문에 회원이 된다. 나머지 16명의 회원 역시 총회에서 선출되지만 특정 FSF 이익 단체에 소속되어야 한다. 예를 들어 3명의 회원은 1부 리그 클럽을 대표하고 4명은 지역 리그를 대표하며 5명은 LSFP를 대표하고 1명은 여자 축구를 대표한다.

## 활동
세네갈 독립 이후, 세네갈 정부는 공적이고 사적인 스포츠 시스템을 채택했다. FSF는 경기, 훈련 및 국가대표팀을 포함한 많은 활동을 위해 스포츠부(MoS)의 보조금에 의존한다. FSF는 다양한 부서를 통해 세네갈 축구의 기술 개발 및 홍보를 담당하는 DTN을 통해 대부분의 축구 협회 활동을 감독한다.